# Liste politischer Parteien in Afghanistan
Diese Liste politischer Parteien in Afghanistan enthält die Namen von Parteien in Afghanistan, Hinweise auf die Originalschreibung, englische Übersetzungen, Gründungsdatum, politische Ausrichtung, Hinweise auf ethnische Zugehörigkeit oder religiöse Gruppierung ihrer Angehörigen. Zudem werden soweit möglich Gründer, Vorsitzende oder ihre Führer genannt.

## Übersicht
Folgende Parteien erhielten eine Lizenz:
- Islamische Vereinigung Afghanistans / Dschamiat-i Islāmī-yi Afghanistān / Jamiat-e-Islami Afghanistan / Islamic Association of Afghanistan, moderate islamische Partei, 1972 gegr., viele Mitglieder Tadschiken, sunnitische Partei, Führer Burhānuddin Rabbāni (1940–2011), Guerilla-Kommandeur Ahmad Schah Massoud (1953–2001) im September 2001 getötet, sein Nachfolger wurde sein Stellvertreter Mohammed Fahim (1957–2014)
- Partei der Islamischen Einheit in Afghanistan / Afghanische Einheitspartei / Hizb-e-Islami-Wahdat / Islamic Unity Party of Afghanistan; ursprünglicher Name: Liga der Islamischen Revolution in Afghanistan (League of the Islamic revolution in Afghanistan), kurz: Acht-Parteien-Allianz, 1987 gegr., 1991 zum heutigen Namen geändert, islamische Partei, Schiiten, viele Mitglieder aus der ethnischen Minderheit der Hazara, Führer Abdul Ali Mazari (1946–1995) im März 1995 von den Taliban getötet; wichtige Führungspersönlichkeit Abdul Karim Chalili (1950-)
- Nationale Islamische Bewegung Afghanistans / Dschunbisch-i Melli-yi Islāmi-ye Afghanistan / Junbish-e Milli-yi Islami-yi Afghanistan / National Islamic Movement of Afghanistan; wichtige Führungspersönlichkeit Abdul Raschid Dostum (? -), Usbeke
- Afghanische Nationale Befreiungsfront / Jabha-ye-Najat-e-Milli-ye-Afghanistan / Afghan National Liberation Front, 1978 gegr., nationalistische Partei, Paschtunen, islamische Partei, Sunniten, wichtige Führungspersönlichkeit Sibghatullah Modschaddedi (1925–2019)
- Islamische Partei Afghanistans / Hizb-e-Islami-e-Khalis / Hezb-e Eslami (Chalis) / Islamic Party of Afghanistan, 1979 durch Abspaltung aus der Hizb-i Islāmī (Islamische Partei) von Gulbuddin Hekmatyār hervorgegangen, Paschtunen, islamische Partei, Sunniten, wichtige Führungspersönlichkeit Junis Chalis (1919–2006)
- Union Islamischer Dschihadisten in Afghanistan / Islamische Union für die Befreiung Afghanistans / Islamische Einheit für die Freiheit Afghanistans / Itehad e Islami Bara e Azadi e Afghanistan / Union of Islamic Jihadists in Afghanistan, 1981 gegr., Paschtunen, islamische Partei, Sunniten, wichtige Führungspersönlichkeit Abdul Rasul Sayyaf (1946-)
- Nationale Islamische Front von Afghanistan / Mahaz-e-Milli-ye-Islami / National Islamic Front of Afghanistan, 1979 gegr., nationalistische Partei, Paschtunen, islamische Partei, Sunniten, wichtige Führungspersönlichkeit Sayed Ishaq Gailani (1954-)
- Bewegung der islamische Revolution in Afghanistan / Harakat-e-Inkelabi-e-islami-e-Afghanistan / Islamic revolutionary movement in Afghanistan, 1978 gegr., nationalistische Partei, Paschtunen, islamische Partei, Sunniten, wichtige Führungspersönlichkeit Mohammad Nabi Mohammadi († 2002)
- Islamische Bewegung Afghanistans / Harakat-e Islami-ye Afghanistan / Islamic Movement of Afghanistan, 1979 gegr., islamische Partei, Schiiten, unter dem Geistlichen Ajatollah Muhammad Asif Mohseni (1935–2019)
- Nationale Front von Afghanistan / National Front of Afghanistan, gegr. März 2007
- Nationale Kongresspartei Afghanistans, gegr. 2004 von Abdul Latif Pedram, liberale, säkulare, multiethnische Partei

### Frühere Parteien
- Vaterlandspartei / Homeland Party, 1965 gegr., ursprünglich Demokratische Volkspartei Afghanistans / People’s Democratic Party of Afghanistan, 1990 Name geändert, Vorsitzender Mohammed Nadschibullāh (1947–1996), 1992 aufgespalten
- Islamische Partei / Hizb-i Islāmī / Hizb-e-Islami-e-Hekmatyar, 1974 gegr., Führer Gulbuddin Hekmatyār (1947-), später aufgespalten